# سرقلعه (منج)
سرقلعه روستایی از توابع شهرستان لردگان در استان چهارمحال و بختیاری است.

## جمعیت
این روستا در بخش منج قرار دارد و براساس سرشماری مرکز آمار ایران در سال ۱۳۸۵، جمعیت آن ۴۱ نفر (۷ خانوار) بوده‌است.